# Liste des œuvres d'art des Vosges
Cet article vise à recenser les œuvres d'art dans l'espace public dans les Vosges, en France.

## Liste

### Sculptures
| Œuvre                          | Auteur             | Commune              | Localisation            | Notes | Installation | Coordonnées                            | Illustration                   |
| ------------------------------ | ------------------ | -------------------- | ----------------------- | --- | ------------ | -------------------------------------- | ------------------------------ |
| Le sacré-cœur de Jésus         | À déterminer       | Bertrimoutier        | À déterminer            | | À déterminer | à géolocaliser                         | Le sacré-cœur de Jésus         |
| La fraternité                  | À déterminer       | Bleurville           | À déterminer            | | À déterminer | à géolocaliser                         | La fraternité                  |
| Jeanne d'Arc écoutant les voix | André-Joseph Allar | Domrémy-la-Pucelle   | Basilique du Bois-Chenu | Également appelée Les saints de Jeanne lui ordonnent de secourir la France ou Jeanne d'Arc, Sainte Catherine, Saint-Michel, Sainte-Marguerite. Fondeur : Fonderie Thiébaut Frères. | 1891         | 48° 25′ 42,35″ nord, 5° 40′ 13,22″ est | Jeanne d'Arc écoutant les voix |
| Monument à Jeanne d'Arc        | Antonin Mercié     | Domrémy-la-Pucelle   | À déterminer            | Représente Jeanne d'Arc. | 1902         | 48° 26′ 30,67″ nord, 5° 40′ 32,3″ est  | Monument à Jeanne d'Arc        |
| Statue de Jacques d'Arc        | André-Joseph Allar | Domrémy-la-Pucelle   | Basilique du Bois-Chenu | Représente Jacques d'Arc. Fondeur : Union internationale artistique de Vaucouleurs.                                                                                                | 1911         | 48° 25′ 40,84″ nord, 5° 40′ 13,69″ est | Statue de Jacques d'Arc        |
| Statue d'Isabelle Romée        | À déterminer       | Domrémy-la-Pucelle   | Basilique du Bois-Chenu | Fondeur : Union internationale artistique de Vaucouleurs. | 1911         | 48° 25′ 39,82″ nord, 5° 40′ 13,19″ est | Statue d'Isabelle Romée        |
| Statue de Jeanne d'Arc         | À déterminer       | Domrémy-la-Pucelle   | Basilique du Bois-Chenu | Représente Jeanne d'Arc. | À déterminer | à géolocaliser                         | Statue de Jeanne d'Arc         |
| Statue de Jeanne d'Arc         | Charles Pêtre      | Neufchâteau          | À déterminer            | Représente Jeanne d'Arc. | À déterminer | à géolocaliser                         | Statue de Jeanne d'Arc         |
| Buste de Louis Français        | Émile Peynot       | Plombières-les-Bains | À déterminer            | Représente Louis Français. | À déterminer | à géolocaliser                         | Buste de Louis Français        |
| Statue du Volontaire de 1792   | À déterminer       | Remiremont           | À déterminer            | | À déterminer | à géolocaliser                         | Statue du Volontaire de 1792   |
| Le baiser                      | Auguste Rodin      | Saint-Dié-des-Vosges | À déterminer            | « Sculptures monumentales des Maîtres du XXe siècle » en 2010. |              | à géolocaliser                         | Le baiser                      |
| Statue de Jules Ferry          | Antonin Mercié     | Saint-Dié-des-Vosges | À déterminer            | Représente Jules Ferry. | 1896         | à géolocaliser                         | Statue de Jules Ferry          |

### Monuments aux morts
| Œuvre                                                     | Auteur                                                       | Commune                  | Localisation | Notes                                                                                              | Installation | Coordonnées                      | Illustration                                                                            |
| --------------------------------------------------------- | ------------------------------------------------------------ | ------------------------ | --- | -------------------------------------------------------------------------------------------------- | ------------ | -------------------------------- | --------------------------------------------------------------------------------------- |
| Le Baiser au Héros (monument aux morts)                   | Copie d'après Charles-Henri Pourquet                         | Anould                   | Rue de Gerardmer                                                                                                  | | 1919         | à géolocaliser                   | Image manquante                                                                         |
| Poilu au repos (monument aux morts)                       | Copie d'après Étienne Camus                                  | Attigny                  | Intersection de la rue de Darney et de la rue des Patients, sur le parvis de l'église de la Nativité              | | À déterminer | 48° 03′ 54″ nord, 6° 02′ 08″ est | Monument aux morts d'Attigny                                                            |
| Le Poilu victorieux (monument aux morts)                  | Copie d'après Eugène Bénet                                   | Autigny-la-Tour          | À déterminer | | À déterminer | à géolocaliser                   | Image manquante                                                                         |
| Statue de Jeanne d'Arc (monument aux morts)               | À déterminer                                                 | Ban-de-Laveline          | Intersection de la rue de la Petite Côte (RD 23) et de la petite rue Porte rue de Coinchimont, à côté de la poste | Représente Jeanne d'Arc.                                                                           | À déterminer | 48° 14′ 45″ nord, 7° 03′ 57″ est | Monument aux morts de Ban-de-Laveline                                                   |
| Poilu écrasant l'aigle allemand (d) (monument aux morts)  | Copie d'après Charles-Henri Pourquet                         | Ban-de-Laveline          | Intersection de la rue du 8 Mai (RD 23) et de la rue des Aulnes                                                   | | À déterminer | 48° 14′ 36″ nord, 7° 03′ 54″ est | Image manquante                                                                         |
| Poilu à l'écu (d) (monument aux morts)                    | Copie d'après Union internationale artistique de Vaucouleurs | Bellefontaine            | Devant l'église Saint-Blaise                                                                                      | | À déterminer | à géolocaliser                   | Poilu à l'écu (d) (monument aux morts)                                                  |
| Le Poilu victorieux (monument aux morts)                  | Copie d'après Eugène Bénet                                   | Bettegney-Saint-Brice    | À déterminer | | À déterminer | à géolocaliser                   | Image manquante                                                                         |
| Poilu blessé (monument aux morts)                         | Copie d'après Jules Déchin                                   | Biffontaine              | À déterminer | | À déterminer | à géolocaliser                   | Image manquante                                                                         |
| Le Poilu victorieux (monument aux morts)                  | Copie d'après Eugène Bénet                                   | Brouvelieures            | À déterminer | | À déterminer | à géolocaliser                   | Le Poilu victorieux (monument aux morts)                                                |
| Poilu écrasant l'aigle allemand (d) (monument aux morts)  | Copie d'après Charles-Henri Pourquet                         | Bult                     | À déterminer | | À déterminer | à géolocaliser                   | Image manquante                                                                         |
| Monument aux morts                                        | À déterminer                                                 | Châtillon-sur-Saône      | À déterminer | | À déterminer | à géolocaliser                   | Monument aux morts                                                                      |
| La Résistance (monument aux morts)                        | Copie d'après Charles-Henri Pourquet                         | Colroy-la-Grande         | À déterminer | | À déterminer | à géolocaliser                   | La Résistance (monument aux morts)                                                      |
| Le Poilu victorieux et Poilu mourant (monument aux morts) | Copie d'après Eugène Bénet et Jules Déchin                   | Corcieux                 | Rue du Docteur Jean Poirot, à côté de l'église Notre-Dame de l'Assomption                                         | | À déterminer | 48° 10′ 21″ nord, 6° 52′ 54″ est | Monument aux morts de Corcieux                                                          |
| Le Poilu victorieux (monument aux morts)                  | Copie d'après Eugène Bénet                                   | Dommartin-lès-Remiremont | Devant la mairie                                                                                                  | | À déterminer | à géolocaliser                   | Le Poilu victorieux (monument aux morts)                                                |
| Le Poilu victorieux (monument aux morts)                  | Copie d'après Eugène Bénet                                   | Ferdrupt                 | À côté de l'église Saint-Vincent-de-Paul                                                                          | | À déterminer | à géolocaliser                   | Le Poilu victorieux (monument aux morts)                                                |
| Poilu au repos (monument aux morts)                       | Copie d'après Étienne Camus                                  | Frizon                   | À déterminer | | À déterminer | à géolocaliser                   | Image manquante                                                                         |
| Le Poilu victorieux (monument aux morts)                  | Copie d'après Eugène Bénet                                   | Gerbépal                 | À déterminer | | À déterminer | à géolocaliser                   | Le Poilu victorieux (monument aux morts)                                                |
| Le Poilu victorieux (monument aux morts)                  | Copie d'après Eugène Bénet                                   | Grandvillers             | À déterminer | | À déterminer | à géolocaliser                   | Image manquante                                                                         |
| Monument aux morts                                        | À déterminer                                                 | Granges-de-Plombières    | À déterminer | | À déterminer | à géolocaliser                   | Monument aux morts                                                                      |
| La France Victorieuse (d) (monument aux morts)            | Copie d'après Jules Déchin                                   | Granges-sur-Vologne      | À déterminer | | À déterminer | à géolocaliser                   | Image manquante                                                                         |
| Poilu à l'écu (d) (monument aux morts)                    | Copie d'après Union internationale artistique de Vaucouleurs | Heussé                   | À déterminer | | À déterminer | à géolocaliser                   | Poilu à l'écu (d) (monument aux morts)                                                  |
| Le Poilu victorieux (monument aux morts)                  | Copie d'après Eugène Bénet                                   | La Croix-aux-Mines       | À déterminer | | À déterminer | à géolocaliser                   | Le Poilu victorieux (monument aux morts)                                                |
| Poilu au repos (monument aux morts)                       | Copie d'après Étienne Camus                                  | Le Ménil                 | À côté de la mairie, en face de l'église                                                                          | | À déterminer | à géolocaliser                   | Image manquante                                                                         |
| Le Poilu victorieux (monument aux morts)                  | Copie d'après Eugène Bénet                                   | Les Poulières            | À déterminer | | À déterminer | à géolocaliser                   | Image manquante                                                                         |
| Le Poilu victorieux (monument aux morts)                  | Copie d'après Eugène Bénet                                   | Longchamp                | À déterminer | | À déterminer | à géolocaliser                   | Image manquante                                                                         |
| Poilu au repos (monument aux morts)                       | Copie d'après Étienne Camus                                  | Mattaincourt             | Rue notre Dame, à côté de la basilique Saint-Pierre-Fourier                                                       | | 1921         | à géolocaliser                   | Poilu au repos (monument aux morts)                                                     |
| Poilu au repos (monument aux morts)                       | Copie d'après Étienne Camus                                  | Maxey-sur-Meuse          | Devant l'église de l'Assomption-de-Notre-Dame                                                                     | | À déterminer | à géolocaliser                   | Poilu au repos (monument aux morts)                                                     |
| Le Poilu victorieux (monument aux morts)                  | Copie d'après Eugène Bénet                                   | Monthureux-sur-Saône     | À déterminer | | À déterminer | à géolocaliser                   | Image manquante                                                                         |
| Poilu baïonnette au canon (d) (monument aux morts)        | Copie d'après Étienne Camus                                  | Pallegney                | À déterminer | | À déterminer | à géolocaliser                   | Poilu baïonnette au canon (d) (monument aux morts)                                      |
| Monument aux morts                                        | À déterminer                                                 | Plainfaing               | Devant la mairie                                                                                                  | | À déterminer | à géolocaliser                   | Monument aux morts                                                                      |
| Monument aux morts                                        | Charles Desvergnes                                           | Saint-Dié-des-Vosges     | Intersection de la rue Jean-Jacques Baligan et du quai Maréchal de Lattre de Tassigny                             | Les ornements en bronze sont déboulonnés par les autorités allemandes en septembre 1940 et fondus. | 1928         | à géolocaliser                   | Monument aux morts« Monument aux morts de 14-18 à Saint-Dié-des-Vosges », sur e-monumen |
| Monument aux morts                                        | À déterminer                                                 | Sainte-Barbe             | À déterminer | | À déterminer | à géolocaliser                   | Monument aux morts                                                                      |
| Monument aux morts                                        | À déterminer                                                 | Ville-sur-Illon          | À déterminer | | À déterminer | à géolocaliser                   | Monument aux morts                                                                      |

### Fontaines
| Œuvre                            | Auteur       | Commune      | Localisation | Notes                    | Installation | Coordonnées                          | Illustration                     |
| -------------------------------- | ------------ | ------------ | ------------ | ------------------------ | ------------ | ------------------------------------ | -------------------------------- |
| Statue de Jeanne d'Arc           | À déterminer | Autreville   | À déterminer | Représente Jeanne d'Arc. | À déterminer | 48° 29′ 02,7″ nord, 5° 50′ 57,7″ est | Statue de Jeanne d'Arc           |
| Fontaine de Minerve              | À déterminer | Raon-l'Étape | À déterminer |                          | À déterminer | à géolocaliser                       | Fontaine de Minerve              |
| Fontaine de la Concorde          | À déterminer | Raon-l'Étape | À déterminer |                          | À déterminer | à géolocaliser                       | Fontaine de la Concorde          |
| Fontaine de l'enfant             | À déterminer | Raon-l'Étape | À déterminer |                          | À déterminer | à géolocaliser                       | Fontaine de l'enfant             |
| Fontaine de l'enfant et du cygne | À déterminer | Raon-l'Étape | À déterminer |                          | À déterminer | à géolocaliser                       | Fontaine de l'enfant et du cygne |
| Fontaine de la chèvre            | À déterminer | Raon-l'Étape | À déterminer |                          | À déterminer | à géolocaliser                       | Fontaine de la chèvre            |
| Fontaine de l'Automne            | À déterminer | Raon-l'Étape | À déterminer |                          | À déterminer | à géolocaliser                       | Fontaine de l'Automne            |
| Fontaine du Bonheur              | À déterminer | Raon-l'Étape | À déterminer |                          | À déterminer | à géolocaliser                       | Fontaine du Bonheur              |
| Fontaine Diane de Gabies         | À déterminer | Raon-l'Étape | À déterminer |                          | À déterminer | à géolocaliser                       | Fontaine Diane de Gabies         |

### Œuvres disparues ou retirées
| Œuvre | Auteur | Commune | Localisation | Notes | Installation | Coordonnées | Illustration |
| ----- | ------ | ------- | ------------ | ----- | ------------ | ----------- | ------------ |